# Менестрат (наместник Феодосии)
Менестрат — наместник Феодосии, известный по надписи, датируемой 70 годами III века.
О наместнике Феодосии и наместнике царской резиденции Менестрате, сыне Госемфлия, известно из посвятительной надписи КБН. 36, датируемой 70 годами III века. Памятник был установлен в честь Зевса и Геры за победу и долголетие царя Тейрана и царицы Элии от лица аристопилитов (общебоспорская знать). Менестрат назван вторым в перечне сановников высшего ранга. Как отметила Э. Б. Петрова, пост наместника Феодосии, которых назначали из представителей придворной аристократии, был весьма почётным — из всех городов Боспора кроме Феодосии таковых имела только Горгиппия, также являвшаяся приграничным пунктом. Возможно, эта должность, которую занимали наиболее приближённые к правителю царедворцы, выполнявшие различные важные поручения, появилась при Аспурге (правил в первой половине I века). По замечанию С. Грингофа, обычно наместники совмещали её с какой-то другой, как и в случае с Менестратом.